# Анненки (Калуга)
А́нненки — отдалённый микрорайон города Калуга.

## Расположение
Микрорайон расположен в западной части города на автодороге М-3, в ~10.5 километрах от центра Калуги.
От города район отделяют Яченское водохранилище и Калужский бор. Здесь нет никаких промышленных производств, поэтому вместе с сосновым лесом и протекающей неподалеку рекой Окой микрорайон считается[кем?] одним из самых экологически чистых и живописных в Калуге.
На территории микрорайона расположена Калужская областная клиническая больница с родильным отделением, а также Калужский филиал МНТК «Микрохирургии глаза» им. академика С. Н. Федорова. Рядом с микрохирургией глаза построен храм[что?] в честь святых великомучеников Георгия Победоносца и Димитрия Солунского.
Спортивные сооружения представлены стадионом «Арена Анненки»[что?], на котором проводит свои игры ФК «Калуга».

## Этимология
Название Анненки микрорайон получил по наименованию расположенной здесь некогда деревни. Несколько десятков частных домов сохранились до сих пор.

## История
Одно из первых упоминаний об Анненках встречается в книге известного краеведа Павла Симсона «Калужский уезд во времена Михаила Федоровича. Опыт разработки истории[что?] Калужского края по архивным источникам», написанной по писцовым книгам XVII века.
«Деревня Корпльцово у Гнилуши (Олешна тоже), течет в Оку ниже Грязнина. Принадлежала Петру, Аникею и Ивану Анненковым».
Предположительно название «Аненнки» деревня получила по фамилии своих владельцев. В разное время название населенного пункта писалось по-разному. Например, на карте 1782 года деревня значится как «Аннинка», а на карте 1850 — как «Аннинская». В 1980-е годы на указателе, расположенном в районе поворота на деревню Белая, было написано: «Аненки».
Калужские историки и краеведы расходились во мнении, как все-таки пишется название населенного пункта: с одной или двумя «н». В итоге в употребление вошло сдвоенное сочетание, а указатель с неправильно написанным названием бесследно исчез в 1990-х годах.
В начале XX века в Анненках располагался реабилитационный дом отдыха для солдат, пострадавших в Первую мировую войну. После войны и революции здания реабилитационного дома были переданы под пионерский лагерь. Рядом был санаторий для работающих подростков. Во времена ВОВ в санатории размещались военные госпитали. Есть версия, что в одном из них находился на реабилитации Алексей Маресьев.
В 1930 годы по нереализованному проекту строительства Калужской ГЭС посёлок должен был быть затоплен.
Строительство жилых многоэтажных домов в микрорайоне началось в 1960-е годы параллельно со зданиями больницы. Первая очередь Калужской областной больницы была сдана 30 декабря 1966, а открылась для пациентов в 1967 году. В 1972 году в Анненках построили школу (№26), предназначавшуюся также для детей из микрорайона «Калуга-2» и деревень Крутицы и Мстихино. В 1976 году в микрорайоне была открыта детско-юношеская спортивная школа. В 2010 году в микрорайоне построен храм в честь великомучеников Георгия Победоносца и Дмитрия Солунского.

## Статьи и публикации
- Оксана Колосова. Районы Калуги: Анненки стоят на месте древней крепости // KP40.RU : новостной портал. — 2014. — 19 марта.